# Idaho (Band)
Idaho ist eine US-amerikanische Indie-Rock-Band aus Los Angeles. Sie gilt neben Low, Codeine und den Red House Painters als Vorreiter des Subgenres Slowcore. Die Band veröffentlichte bislang sieben Alben sowie mehrere EPs und Singles.

## Geschichte
Idaho wurde von Jeff Martin und John K. Berry 1992 als Duo gegründet. Im Dezember 1992 bekamen sie einen Plattenvertrag von Caroline Records und veröffentlichten 1993 die EP The Palms und das Debütalbum Year After Year. Für das 1996 erschienene Album Three Sheets To The Wind stieg der Multiinstrumentalist Dan Seta zusammen mit dem Bassisten Terry Borden und dem Schlagzeuger Mark Lewis ein. Bereits in der Anfangszeit wurden sie häufig mit Bands wie American Music Club, Low oder den Red House Painters verglichen, zu denen es textliche und musikalische Ähnlichkeiten gab. Wegen ihrer häufig sehr langsamen Musik und infolge verschiedener Touren mit ähnlich gesinnten Künstlern wurden Idaho rasch als Slowcore-Band bezeichnet, als deren Pioniere sie auch heute noch angesehen werden.
Über die Jahre wurde Idaho zum Soloprojekt des Singer-Songwriters Jeff Martin, der die letzten Idaho-Alben zum Großteil allein einspielte. Berry blieb Idaho aber z. B. als Produzent verbunden. Zum Album Alas von 1998 steuerte Melissa Auf der Maur bei einigen Stücken Gesang bei. Die Musik der Band beruhte anfänglich hauptsächlich auf Martins und Berrys viersaitigen Tenorgitarren, zuletzt wird zunehmend auch Klavier eingesetzt. Der Klang ist größtenteils ruhig bis introspektiv gehalten, gelegentliche Ausbrüche sorgen allerdings für Dynamik. Auf dem zuletzt erschienenen The Lone Gunman gab es eine Entwicklung hin zu experimentelleren Strukturen, die teilweise als Mischung aus Radioheads Kid A mit Frédéric Chopin bezeichnet wurden.

## Diskografie

### Alben
- Year After Year (1993, Caroline)
- This Way Out (1995, Caroline)
- Three Sheets To The Wind (1996, Caroline)
- Alas (1998, Buzz)
- Hearts Of Palm (2000, Idaho Music)
- Levitate (2001, Idaho Music)
- The Lone Gunman (2005, Retrophonic)

### Kompilationen u. ä.
- People Like Us Should Be Stopped (Live, Volume 1) (2000, Idaho Music)
- We Were Young And Needed The Money (2002, Idaho Music)
- Vieux Carré (2004, Kalinkaland)

### EPs
- The Palms (1993, Caroline)
- Drive It (1994, Quigley)
- Bayonet (1995, Fingerpaint)
- The Forbidden (1997, Buzz)

### Singles
- Skyscrape (1993, Ringer's Lactate)
- Fuel (1993)
- Pomegranate Bleeding (1996, Caroline)